# Пам'ятник Невідомому воякові (Софія)
Пам'ятник Невідомому воякові (також Могила Невідомого солдата) — меморіальний комплекс, в якому центральне місце посідає символічна Могила Невідомого болгарського воїна. Згідно з первісною ідеєю творців зруйнованої 1944 Могили Невідомого Воїна (проєкт архітектора Ніколи Ніколова), мав символізувати пам'ять про сотні тисяч болгарських солдатів, які загинули за батьківщину у війнах, що велися Болгарською державою. Заново зведений 1981 на місці раніш зруйнованого комуністами пам'ятника, поруч із південним фасадом трансепта багатовікової церкви Святої Софії, яка дала назву Софії, столиці Болгарії та її символу. Із попереднього меморіалу повернуто лише фігуру Болгарського Лева, але не на належному йому місці.

Меморіальний комплекс включає в себе скопійований на Московщині «вічний вогонь», ґрунт із місця битви під Старою Загорою та битви під Шипкою, які є одними із найважливіших битв у Російсько-турецькій війні (1877—1878), статую лежачого лева, узятого зі старого, зруйнованого комуністами пам'ятника — болгарського національного символу (твір відомого скульптора Андрія Ніколова), пілони з болгарським прапором і кам'яна плита з написом:

«БЪЛГАРИЙО, ЗА ТЕБЕ ТЕ УМРЯХА,

ЕДНА БЕ ТИ ДОСТОЙНА ЗАРАД ТЯХ

И ТЕ ЗА ТЕБ ДОСТОЙНИ, МАЙКО, БЯХА!»

## Історія
1918 в Болгарії створена комісія з будівництва пам'ятника Невідомому воякові.
У грудні 1922 міністр національної освіти Стоян Омарчевський запропонував створити фонд для спорудження пам’ятника болгарським солдатам, які загинули за батьківщину.
14 грудня 1926 спеціальна комісія, на чолі з військовим міністром генералом Іваном Вальковим, схвалила проєкт всесвітньо відомого болгарського скульптора Андрія Ніколова щодо створення пам'ятника і визначила місце — з південного боку церкви «Святої Софії». Пам'ятник став символічною могилою всіх відомих і невідомих болгарських солдатів, які загинули в боротьбі за визволення, об’єднання та оборону Болгарії.
8 липня 1931 пам’ятник був готовий, але не був затверджений через перенасиченість скульптурними фігурами — їх було 17. Архітектор Ніколов сприйняв критику, і через 6 місяців нова версія була ухвалена (у грудні 1931).
1933 проєкт був готовий, зроблений макет, місцевість обгороджена дошками. Скульптурний комплекс був остаточно завершений 14 вересня 1936, але офіційно відкритий лише 1941 — під час Другої світової війни.

### Композиція
Бронзовий лев завдовжки 4 м, який сьогодні знаходиться на підступах до пам'ятника, вінчає гранітний постамент саркофага, завширшки 3 м і заввишки 2,55 м із бронзовим рельєфом та двома металевими хрестами ордена «За хоробрість» із написом «Тим, хто загинув за Батьківщину — вічна слава!». На фланзі барельєфи із скорботними жінками по обидва боки: з одного — плакуча верба (символ горя) та дві болгарки у добруджанських та фракійських костюмах, а з іншого — дві болгарки зі свічками в македонських та егейських костюмах, які розчавлені горем.

### Ліквідація пам'ятника окупаційною російською владою
Під час варварських англо-американських бомбардувань Софії пам'ятник був серйозно пошкоджений. Після комуністичного перевороту 9 вересня 1944 та окупації Болгарії московськими військами, місце було «очищене», а точніше уся композиція була повністю зруйнована. Скульптура самого лева переїхала спочатку до «дитячого містечка» в Панчарево, пізніше, 1952, на берег річки Іскир до мосту біля села Ґорубляне. Згодом комуністичний генерал, так званий «міністр будівництва та доріг» Іван Вінаров, наказав поставити його на круглому п’єдесталі при дорозі до Пловдива — безпосередньо перед входом до колишньої королівської резиденції Врана. Під час будівництва траси «Тракія» його сліди загубилися, і 1975 за сигналом громадян він був виявлений поблизу кемпінгу «Врана». До відновлення пам'ятника, зберігався у дворі Військово-історичного музею в Софії.

### Комуністичний проєкт
У 1970-х знову було порушене питання про будівництво пам’ятника Невідомому воякові. Проводилися конкурси, місце змінювалося, але проєкти не затверджувалися. У зв'язку з урочистостями з нагоди 1300-річчя болгарської держави, Болгарська влада вирішила відновити пам'ятник Невідомому воякові — там само, але зі зміненим зовнішнім виглядом.
1980 виконавицем нового проєкту пам'ятника стала група, яку очолював архітектор Нікола Ніколов та скульптор Димитров. Художній образ нового проєкту відповідав усім вимогам — урочистий, сповнений гідності та національного духу, але без належного пафосу.
Пам'ятник відкритий у супроводі великого військового святкування 22 вересня 1981.
Пам'ятник являє собою саркофаг з 15 гільзами із священною землею з усієї Болгарії та останками невідомих воїнів з різних історично значущих місць. Таким чином пам'ятник став символом честі, патріотизму та самопожертви всіх болгарських воїнів, що загинули, захищаючи Вітчизну, незалежно від того, коли і де це сталося. За саркофагом знаходиться невластивий для болгарської меморіальної традиції «вічний вогонь». За міфологією комуністів та москвофілів, цей вогонь запалюється полум'ям, привезеним із Шипки. Лише Лев зі зруйнованого пам’ятника включений до комуністичної скульптурної композиції.

### Наші часи
Пам’ятник Невідомому солдату — це місце, де відбуваються найважливіші державні церемонії. Тут починається щорічне святкування національного свята Болгарії — 3 березня, офіційно піднімається болгарський національний триколор, тут проводиться святкове Богоявлення для армії та військовий парад з нагоди Дня хоробрости та свято Болгарської армії — 6 травня, Георгіївський день. Саме тут, згідно з Державним та Дипломатичним протоколами, всі офіційні іноземні делегації покладають вінки.
Пам'ятник Невідомому воякові завжди присутній як ключовий орієнтир у всіх щорічних патріотичних маршах у Софії — Болгарському марші (в ознаменування розпаду Болгарії в 1919 за Нейїського мирного договору), Луков-Маршу (смолоскипна хода у День народних будителів) та інших.
2014 громадяни Софії виступили з ініціативою відновити розташування Болгарського Лева у центрі композиції меморіалу. Проте москвофільське лобі не дало змоги просунитися до практичного втілення ідеї.